# ハーフ・ベイクト
『ハーフ・ベイクト』（Half Baked）は、1998年に製作されたアメリカの映画。全米週末興行収入成績（1998年1月16日-19日）6位。$7,722,540。 日本語字幕は野崎文子。

## あらすじ
幼なじみのソルグッド、ブライアン、スカーフェイス、ケニーの4人組は、子供の頃からマリファナを喫煙して生活を送っていた。ある日、ケニーが、騎馬警官の馬に大量の菓子を与え、糖尿病で病死させた罪で刑務所に送られた。残された3人は、ケニーを救うためにマリファナを売買して保釈金の100万ドルを稼ぐ計画を立てる。

## キャスト
- ソルグッド：デイヴ・シャペル（勝杏里[要出典]）
- ブライアン：ジム・ブレアー（佐藤せつじ[要出典]）
- スカーフェイス：ギレルモ・ディアス（斎藤寛仁[要出典]）
- ケニー：ハーランド・ウィリアムズ
- サムソン・シンプソン：クラレンス・ウィリアムズ3世
- V.J.：トレイシー・モーガン
- Squirrel Master：トミー・チョン
- スヌープ・ドッグ：スヌープ・ドッグ
- McGayver Smoker：スティーヴン・ボールドウィン
- Historian Smoker：ウイリー・ネルソン

## サウンドトラック
| #  | 曲名                            | アーティスト                      |
| -- | ------------------------------- | --------------------------------- |
| 1  | "Along Comes Mary"              | ブラッドハウンド・ギャング        |
| 2  | "Virgin Girl"                   | Smash Mouth Featuring Chopper     |
| 3  | "Love That's Real Suite"        | Luscious Jackson                  |
| 4  | "We Are Dumb"                   | Home Grown                        |
| 5  | "Marbles (Why You Say Yes...?)" | ブラック・グレープ                |
| 6  | "Seasons Change"                | Days Of The New                   |
| 7  | "Farmyard Connection"           | スペシャルズ                      |
| 8  | "The Pusher"                    | Cowboy Mouth                      |
| 9  | "We Know"                       | DJ Milo and トリッキー            |
| 10 | "(I'm In Love With) Mary Jane"  | クーリオ                          |
| 11 | "I Get Lifted"                  | UB40                              |
| 12 | "Who's Got The Light?"          | チボ・マット                      |
| 13 | "Flyin'"                        | トム・トム・クラブ and Nonchalant |
| 14 | "Pack The Pipe"                 | The Pharcyde                      |

## その他
2000年4月20日、WOWOWにて「ミスター・ナイスガイ／保釈金大作戦」の作品名で放映された。